# Crenicichla stocki
Crenicichla stocki är en fiskart som beskrevs av Ploeg, 1991. Crenicichla stocki ingår i släktet Crenicichla och familjen Cichlidae. Inga underarter finns listade i Catalogue of Life.